# Përmeti-kormány (1914)
Az első Përmeti-kormány az 1912-ben függetlenné vált Albánia időrendben harmadik, 1914. március 18-a és szeptember 3-a között hivatalban lévő kormánya volt. A Turhan Përmeti vezette kabinet mandátuma időben nagyjából egybeesett az Albán Fejedelemség trónjára a nagyhatalmak által kijelölt Vilmos fejedelem uralkodásával (1914. március 7. – szeptember 3.). A kabinetet és tevékenységét kedvezőtlenül ítélte meg a korabeli közvélemény, az Albánia ügyeiben javarészt járatlan kormánytagok nem voltak képesek a fejedelem munkáját hatékonyan segíteni. A bel- és hadügyminiszteri tisztséget betöltő Esat Toptani puccskísérletének leleplezése után, 1914. május 20-án öt minisztérium élén történt vezetőcsere, de a Përmeti-kormány a továbbiakban sem volt képes a végrehajtói hatalmat hatékonyan gyakorolni. 1914. szeptember 3-án – Vilmos fejedelem Albániából való elmenekülésével egy időben – a kormány feloszlott, Përmeti külföldre távozott.
Az első világháború zűrzavaros éveit követően, az olasz protektorátus alatt álló Albániában Turhan Përmeti megalakította második, 1918 decembere és 1920 januárja között, olasz gyámság alatt működő kormányát (második Përmeti-kormány).

## Előzmények
A független Albánia első nemzeti kormányának, a Vlorában székelő Qemali-kabinetnek az ország gazdasági és infrastrukturális elmaradottsága mellett több más nehézséggel is szembesülnie kellett. Az ország déli részét görög csapatok tartották megszállva, a kabinet ellenlábasa, Esat Toptani pedig ellenkormányt alakított és 1913 októberében kikiáltotta a Mat és a Shkumbin folyók között elterülő Közép-albániai Köztársaságot. Ismail Qemali kormánya a nehézségeken nem tudván felülkerekedni, 1914. január 22-én az 1913. októberétől az országban tevékenykedő Nemzetközi Ellenőrző Bizottságnak adta át a közügyek intézését, amely az Albán Fejedelemség trónjának elfoglalásáig Fejzi Alizotit bízta meg egy ideiglenes kormány vezetésével. A Nemzetközi Ellenőrző Bizottság fáradozásainak köszönhetően februárban megszűnt a Közép-albániai Köztársaság, ugyanakkor a Dél-Albániát evakuáló görög csapatok helyét görög felkelők vették át, és kikiáltották az Észak-epiruszi Autonóm Köztársaságot. A nagyhatalmak a német Wilhelm zu Wied herceget jelölték ki az ország uralkodójául, aki 1914. március 7-én érkezett meg az ország új fővárosába, Durrësba, hogy Vilmos fejedelem néven megkezdje uralkodását az albán nép felett.

## Története

### Megalakítása és összetétele
Miután 1914. március 7-én a Nemzetközi Ellenőrző Bizottság Vilmos kezébe tette le a végrehajtói hatalmat, a fejedelem – az ideiglenes Alizoti-kabinetet leváltva – 1914. március 15-én Turhan Përmetit bízta meg a kormányalakítással. A Përmeti-kormány március 18-ai eskütétele után vette át a közügyek irányítását. Maga a miniszterelnök és egyben külügyminiszter, Turhan Përmeti éveken át az Oszmán Birodalom diplomatájaként szerzett érdemeket, 1910 és 1913 között szentpétervári követ volt. A kabinet további tagjai Esat Toptani (belügy és hadügy), Myfit Libohova (igazságügy és vallásügy), Aziz Vrioni (mezőgazdaság és kereskedelem), Adamidi Frashëri (pénzügy), Hasan Prishtina (közmunka és postaügy), valamint Mihal Turtulli (oktatásügy) voltak.
Noha a kormányalakítás során figyelmet fordítottak az Albániában bevett felekezetek képviseletére – a kabinet két-két tagja római katolikus, illetve ortodox, a többi muszlim volt –, a kormányfő személye és a kormány összetétele felzúdulást keltett a haladó gondolkodású albánok körében. Egyfelől legtöbbjük Albániában keveset élt, a nemzeti függetlenségi mozgalomban kimagasló érdemeket nem szerzett politikus volt, némelyikük még albánul sem tudott (a kormányüléseket éppen ezért törökül vezették le), másfelől pedig az albán „arisztokrácia”, a múltat jelképező közép- és dél-albániai konzervatív nagybirtokosréteg soraiból került ki a miniszterek nagy része. Maga Përmeti, noha tapasztalt és tehetséges diplomata volt, a gátlástalan intrikus hírében álló Esat Toptani mesterkedéseivel és intrikáival szemben tehetetlennek bizonyult, így az hamarosan a kormány erős embere lett.

### A Toptani-puccs és a kormány átalakítása

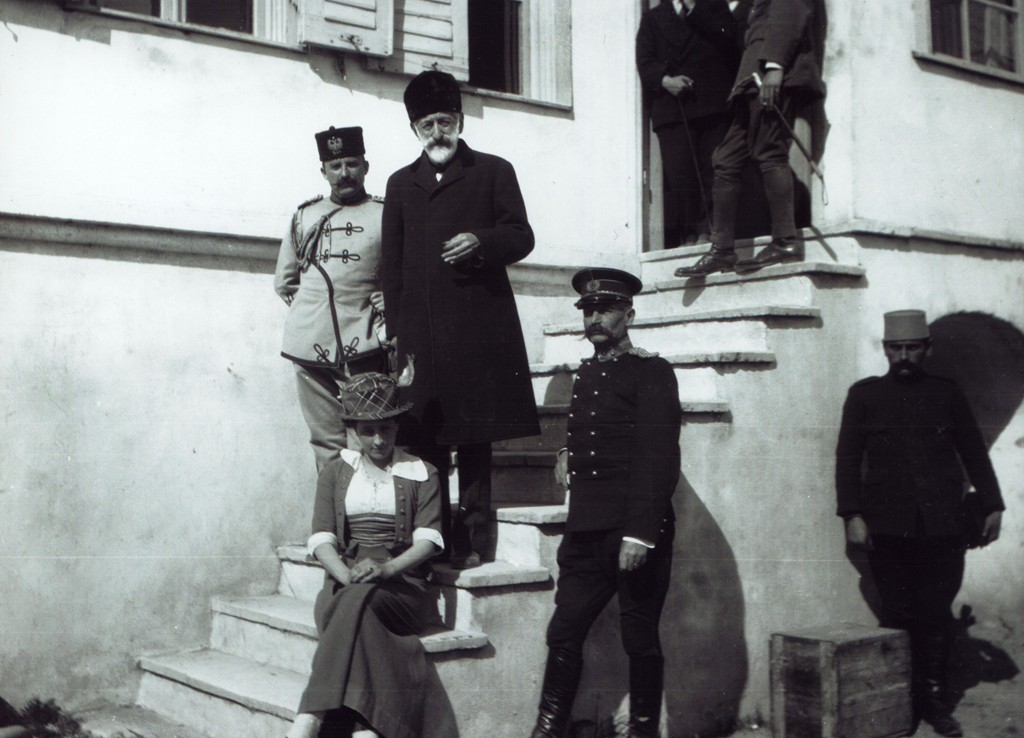
Esat Toptani és Turhan Përmeti 1914 tavaszán

A fejedelem magántitkára, Duncan Heaton-Armstrong tanúsága szerint a Përmeti-kabinet tagjai érdemi kormányzati munka helyett az első hónapokban leginkább Toptani házában kávét szürcsölgetve múlatták az időt. Az első hónapokban egyetlen számottevő feladatuk az Albán Fejedelemségnek a Nemzetközi Ellenőrző Bizottság által 1914 márciusára elkészített – és április 10-én hatályba lépett – alaptörvény-tervezetének véleményezése volt. Az agilis és ambiciózus Esat Toptani számára megfelelt ez a passzív környezet, amely semmiféle akadályt nem jelentett hatalmi tervei megvalósítására nézve. Titokban felfegyverezte közép-albániai párthíveit azzal a céllal, hogy a fővárost, Durrëst megtámadják és ő a kaotikus helyzetet kihasználva magához ragadja a hatalmat. Puccskísérletét azonban leleplezték, őt magát 1914. május 18-án menesztették a Përmeti-kormányból, 19-én pedig letartóztatták és száműzték. Másnap, 1914. május 20-án a Përmeti-kormány formálisan feloszlott, majd azonnal újjáalakult, ám a Toptani híveiül számító kormánytagok nélkül. Toptani helyét Aqif Elbasani vette át a bel- és hadügyi tárcák élén, a külügyminisztérium élére Prenk Bibë Doda került, Aziz Vrioni mezőgazdasági és kereskedelmi minisztert Abdi Toptani váltotta fel, a pénzügyek irányítását Filip Noga vette át Adamidi Frashëritól, Midhat Frashëri pedig a közmunkaügyi tárcát irányítását kapta meg Hasan Prishtina távozásával. Az eredeti Përmeti-kabinetből a miniszterelnökön kívül csupán Myfit Libohova igazságügyi és vallásügyi, valamint Mihal Turtulli oktatásügyi miniszter folytathatta a munkát. Egy hónappal később, 1914. június 22-én a külügyi tárca éléről menesztették Prenk Bibë Dodát, és 25-én az emigrációból időközben hazatért Ismail Qemalit, az 1912-es első nemzeti kormány miniszterelnökét nevezték ki a helyére.

### A felkelők és az észak-epiruszi gerillák elleni intézkedések
Toptani eltávolítását követően, 1914. május 21-én zavargások törtek ki Kavajában, amelyek hamarosan Közép-Albánia egészére kiterjedő, elsősorban iszlamista és oszmanista célokat megfogalmazó, kormányellenes fegyveres felkeléssé fokozódtak. A harcokban, a főváros védelmében részt vettek a holland csendőrtisztek irányítása alá rendelt kormánycsapatok is. Egy ízben, június 16-án az idős kormányfő, Turhan Përmeti is a lövészárokban biztatta a katonákat. A kezdeti mérsékelt katonai sikereket követően azonban a kormánycsapatokat egyre inkább beszorították Durrësba a gyarapodó számú felkelők. Ennél is nagyobb volt a fejedelem és a kormány fenyegetettsége Dél-Albánia felől, ahol a kivonuló görög csapatok helyén még 1914 tavaszán kikiáltották az Észak-epiruszi Autonóm Köztársaságot. A Përmeti-kormány a katonai megoldást szorgalmazta, nagy mennyiségben vásárolt fegyverzetet és lőszert Olaszországtól és az Osztrák–Magyar Monarchiától, és hevesen ellenezte a konfliktus tárgyalásos rendezését. Hamarosan azonban szembesülniük kellett a realitásokkal, az északepiróták elsöprő katonai fölényével, és a kabinet felkérte a Nemzetközi Ellenőrző Bizottságot a helyzet rendezésére, majd maga is aktívan közreműködött az albán–északepiróta egyezmény előkészítésén. A korfui egyezmény néven ismert dokumentumot végül 1914. május 17-én írták alá a Nemzetközi Ellenőrző Bizottság és az északepiróták képviselői, június 25-én pedig a Përmeti-kormány is ellenjegyezte az egyezményt. Az abban foglaltakat azonban a felek sosem hajtották végre, az északepiróták a reguláris görög hadsereg támogatásával folytatták katonai akcióikat Dél-Albániában.

### A kormány feloszlása
Az Albán Fejedelemség ügye, a katonai helyzet tarthatatlannak látszott. A világháború árnyékában, az új európai hatalmi tengelyek kialakulásának folyamata mellett az albánkérdés jelentősége elsikkadt. A kormányfő, Turhan Përmeti európai körútra indult, hogy pénzügyi forrásokat találjon és támogatókat nyerjen meg az albánok ügyének – távollétében a miniszterelnöki feladatokat Myfit Libohova látta el –, de július végén dolgavégezetlen tért haza. A fejedelemhez hű vloraiak és az őket szervező Ismail Qemali július 19-én arra kérték az uralkodót, hogy a helyzetet megoldani képtelen Përmeti-kabinetet menessze, és az ország végrehajtó hatalmául a Nemzetközi Ellenőrző Bizottságot jelölje ki. Másnap, július 20-án a fejedelem ugyan összehívta a munkáját segítő belső tanácsot, de végül érdemi döntés nélkül álltak fel a tárgyalóasztal mellől, a Përmeti-kormány a helyén maradt. Miután azonban augusztus közepére kiürült az államkincstár, a közép-albániai felkelők bevették Lushnját, Vlorát, és már Durrës eleste fenyegetett, 1914. szeptember 3-án Vilmos fejedelem elhagyta Albániát. Ezzel egy időben a Përmeti-kormány is feloszlott, s maga Turhan Përmeti a fejedelemmel együtt hajóra szállva elmenekült az országból.
Három nappal később, a Nemzetközi Ellenőrző Bizottság feloszlásával az Albán Fejedelemség összeomlott, az első világháború éveire az ország káoszba süllyedt.